# Ixtlahuaca, Ahuacatlán
Ixtlahuaca är en ort i Mexiko.   Den ligger i kommunen Ahuacatlán och delstaten Puebla, i den sydöstra delen av landet, 150 km öster om huvudstaden Mexico City. Ixtlahuaca ligger 1 407 meter över havet och antalet invånare är 211.
Terrängen runt Ixtlahuaca är kuperad västerut, men österut är den bergig. Runt Ixtlahuaca är det ganska tätbefolkat, med 160 invånare per kvadratkilometer. Närmaste större samhälle är Zacatlán, 14,1 km sydväst om Ixtlahuaca. I omgivningarna runt Ixtlahuaca växer i huvudsak blandskog.